# Jean-François Maurice
 (mai 2025).
Motif : une seule source secondaire centrée, d'envergure régionale (france bleu).
- Archive Wikiwix
- Bing
- Cairn
- DuckDuckGo
- E. Universalis
- Gallica
- Google
- G. Books
- G. News
- G. Scholar
- Persée
- Qwant
- (zh) Baidu
- (ru) Yandex
- (wd) trouver des œuvres sur Wikidata

| 1. | Préciser le motif de la pose du bandeau. | Précisez le motif de la pose du bandeau en utilisant la syntaxe suivante : {{admissibilité à vérifier\|date=mai 2025\|motif=remplacez ce texte par le motif}}                              |
| 2. | Informer les utilisateurs concernés.     | Pensez à avertir le créateur de l'article, par exemple, en insérant le code ci-dessous sur sa page de discussion : {{subst:avertissement admissibilité à vérifier\|Jean-François Maurice}} |

 (septembre 2018).
Si vous disposez d'ouvrages ou d'articles de référence ou si vous connaissez des sites web de qualité traitant du thème abordé ici, merci de compléter l'article en donnant les références utiles à sa vérifiabilité et en les liant à la section « Notes et références ».
Pour les articles homonymes, voir Maurice.
Jean Albertini, dit Jean-François Maurice, est un producteur, parolier et chanteur français né le 28 juin 1947 à Marseille et mort le 6 novembre 1996 à Paris.

## Biographie
Il a été producteur, directeur artistique et auteur pour Christophe, C. Jérôme et Michèle Torr.
Son plus grand succès est la chanson 28 degrés à l'ombre sortie en 1978, une adaptation de la chanson Mexico du groupe italien Sandiego, dont il a écrit les paroles en français avec Didier Barbelivien. Le titre se classe à la dixième place des ventes en France lors de sa sortie et s'écoule à 150 000 exemplaires.
Il participe également à la production de la plupart des succès du duo formé par Félix Gray et Didier Barbelivien : À toutes les filles, Il faut laisser du temps au temps, Evado via...

## Discographie

### Ses succès en tant que chanteur
- J'aime en duo avec Michèle Torr (1977)
- 28° à l'ombre (1978)
- Disconnection (1978)
- Pas de slow pour moi (1979)
- Le Petit Chaperon blanc (1979)
- La Rencontre (Deux ans déjà) en duo avec Maryse (1983)
- Maeva (300 jours sans voir la mer) (1985)
- Aranjuez, mon amour (1988)

### Ses chansons pour les autres
- La Plage aux romantiques pour Pascal Danel (1966)
- Kiss Me pour C. Jérôme (1972)
- C'est moi pour C. Jérôme (1974)
- Cette fille c'était moi pour Michèle Torr (1975)
- Emmène-moi danser ce soir pour Michèle Torr (1978)
- J'en appelle à la tendresse pour Michèle Torr (1981)
- Et tu danses avec lui pour C. Jérôme (1985)